# Maison Azuma
La maison de ville à Sumiyoshi (住吉の長屋, Sumiyoshi no nagaya), aussi appelée maison Azuma (東邸), est une maison de ville située dans l'arrondissement de Sumiyoshi, à Osaka au Japon.
Cette maison est construite sur un terrain en bande, d'environ 15 m sur 3. Elle est caractérisée par des murs extérieurs entièrement aveugles, et par un patio en son centre, qui donne la lumière nécessaire.
Elle est conçue par l'architecte japonais Tadao Andō au début de sa carrière (1976).

## Référence
- (en) Cet article est partiellement ou en totalité issu de l’article de Wikipédia en anglais intitulé « Row House in Sumiyoshi » (voir la liste des auteurs).
- Francesco Dal Co, Tadao Ando: Complete Works, Phaidon Press, 1997.  (ISBN 0-7148-3717-2)